# تشو إيون-غو
تشو إيون-غو (هانغل: 조은주) هي عارضة وممثلة كورية جنوبية، ولدت في 15 يونيو 1983 في بوسان في كوريا الجنوبية.